# Octávio Manteca
Octávio Merlo Manteca, más conocido como Octávio Manteca (n. Río de Janeiro, 29 de diciembre de 1993) es un futbolista brasileño que juega en la demarcación de centrocampista en el FC CSKA 1948 Sofia de la Primera Liga de Fútbol Profesional de Bulgaria.

## Carrera
Octávio empezó jugando en la cantera del Botafogo, donde ingresó con una edad ya avanzada en 2009. Jugó su primer partido con el primer equipo en 2013 contra el Volta Redonda F.C..
A mitad de la siguiente temporada es cedido al ABC F.C.. El técnico del ABC, Zé Teodoro, no contó mucho con él y volvió al club albinegro.
El Botafogo lo cedió al ACF Fiorentina en la temporada 2014-15 y no jugó ningún partido debido a una lesión que sufrió en enero.
Tras su vuelta de Italia es de nuevo cedido tras renovar su contrato hasta 2017. Esta vez al Tupi F.C. y sufre una nueva lesión que le hace volver al Botafogo. En enero de 2017, se le vuelve a ceder al Volta Redonda. 
Tras esa temporada, vuelve a Europa de la mano del K Beerschot VA belga que lo ficha por dos temporadas, pero al finalizar la primera temporada el club deja libre al jugador de mutuo acuerdo.
Pasó una temporada en la Desportiva Perilima del Campeonato Paraibano. En el mercado invernal de la temporada 2019-20, vuelve al fútbol europeo por tercera vez al fichar por el Beroe Stara Zagora búlgaro. Tras dos años en el Beroe ficha por el también búlgaro Lokomotiv de Sofia.Con las locomotoras jugó un total de 29 partidos en los que marcó nueve goles.
En agosto de 2022 fichó por el CSKA 1948 Sofia.